# Airaphilus nasutus
Airaphilus nasutus is een keversoort uit de familie spitshalskevers (Silvanidae). De wetenschappelijke naam van de soort werd in 1860 gepubliceerd door Louis Alexandre Auguste Chevrolat.